# Carex boliviensis
Carex boliviensis är en halvgräsart som beskrevs av Henri Ferdinand Van Heurck och Johannes Müller Argoviensis.
Carex boliviensis ingår i släktet starrar och familjen halvgräs.

## Underarter
Arten delas in i följande underarter:
- Carex boliviensis boliviensis
- Carex boliviensis occidentalis